# 炭化ネプツニウム
炭化ネプツニウム(Neptunium monocarbide)は、金属ネプツニウムと炭素の二元化合物で、化学式はNpCである。

## 合成
生成したばかりの水素化ネプツニウムを炭素とともに1400℃に加熱する。
NpHx + C  →  NpC + (x/
2)H
2↑

## 物理的性質
黒灰色で空間群Fm3mの立方晶系結晶を形成する。